# Hummeltenberg
Hummeltenberg ist eine Hofschaft in Hückeswagen im Oberbergischen Kreis im Regierungsbezirk Köln in Nordrhein-Westfalen (Deutschland).

## Lage und Beschreibung
Hummeltenberg liegt im nördlichen Hückeswagen an der Kreisstraße K11 oberhalb der Wupper-Vorsperre der  Wuppertalsperre. Nachbarorte sind Pixberg, Böckel, Frohnhausen, Pixbergermühle und Bergerhof.
Die Hummeltenberger Mühle lag jedoch nicht im Hummeltenberg, sondern unterhalb an der Wupper. Beim Bau der Wuppertalsperre wurde sie abgerissen.

## Geschichte
1488 wurde der Ort das erste Mal in Kirchenrechnungen urkundlich erwähnt. Die Schreibweise der Erstnennung war Hummeltenberg. Die Karte Topographia Ducatus Montani aus dem Jahre 1715 zeigt den Hof als Homeltenberg. Im 18. Jahrhundert gehörte der Ort zum bergischen Amt Bornefeld-Hückeswagen.
1815/16 lebten zwölf Einwohner im Ort. 1832 gehörte Hummeltenberg der Herdingsfelder Honschaft an, die ein Teil der Hückeswagener Außenbürgerschaft innerhalb der Bürgermeisterei Hückeswagen war. Der laut der Statistik und Topographie des Regierungsbezirks Düsseldorf als Weiler kategorisierte Ort besaß zu dieser Zeit zwei Wohnhäuser und zwei landwirtschaftliche Gebäude. Zu dieser Zeit lebten 20 Einwohner im Ort, davon zwölf katholischen und acht evangelischen Glaubens.
Im Gemeindelexikon für die Provinz Rheinland werden 1885 ein Wohnhaus mit 29 Einwohnern angegeben. Der Ort gehörte zu dieser Zeit zur Landgemeinde Neuhückeswagen innerhalb des Kreises Lennep. 1895 besaß der Ort ein Wohnhaus mit 20 Einwohnern, 1905 ein Wohnhaus und 23 Einwohner.